# DVJB
DVJB er forkortelsen for Danmarks Veterinær- og Jordbrugsbibliotek og er Det Biovidenskabelige Fakultets centrale bibliotek. Biblioteket tjener til støtte for fakultetets formål og er statens offentlige forskningsbibliotek. 
Samlingen omfatter havebrug, landbrug, landskab, levnedsmiddelvidenskab, skovbrug, veterinærvidenskab samt bioteknologi, ernæring og miljø.
DVJB blev grundlagt i 1783, men den nuværende placering på Dyrlægevej på Frederiksberg har kun været i brug siden 1995. 